# Famille de la langue des signes lyonnaise
La famille des langues des signes lyonnaise est une famille de langue des signes qui ne comprend que la langue des signes lyonnaise et les langues des signes de Belgique francophone et flamande.

## Référence
1. ↑  Wittmann 1991, p. 284

### Source bibliographique
- Henri Wittmann, « Classification linguistique des langues signées non vocalement », Revue québécoise de linguistique théorique et appliquée, vol. 10, no 1,‎ 1991, p. 215-288 (lire en ligne).